# Win Percy

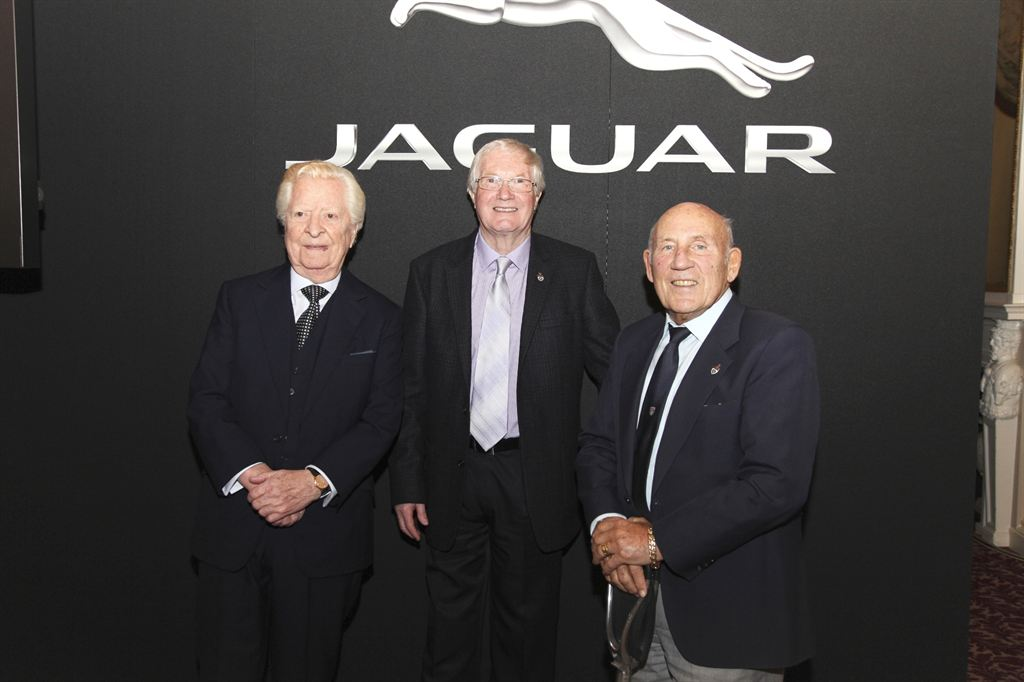
John Coombs, Win Percy et Stirling Moss en 2012

Win Percy, né le 28 septembre 1943, est un pilote automobile anglais. Il a remporté 3 fois le championnat britannique de voitures de tourisme en 1980, 1981 et 1982, et a remporté le RAC Tourist Trophy en 1985 avec Tom Walkinshaw.